# Laboe
Laboe (IPA: [laˈbøː]) è un comune di 5 344 abitanti dello Schleswig-Holstein, in Germania.
Appartiene al circondario (Kreis) di Plön (targa PLÖ) ed è parte della comunità amministrativa (Amt) di Probstei.
Nel 1936 venne inaugurato il Memoriale navale di Laboe, oggi dedicato ai marinai di ogni nazionalità morti in mare.